# Alaa Abd el-Fattah
ʿAlāʾ ʿAbd al-Fattāḥ (in arabo علاء أحمد سيف الإسلام عبدالفتاح‎?; Il Cairo, 18 novembre 1981) è un blogger, informatico, sviluppatore di software e attivista per la democrazia egiziano.
È diventato famoso per aver fondato, insieme alla moglie Manal, l'aggregatore egiziano di blog Manalaa, che ha vinto nel 2005 il premio Weblog Awards di Reporter senza frontiere.
Ha scritto articoli di opinione per Mada Masr, per al-Shorouk, e anche per il Guardian.

## Contesto familiare
Entrambi i genitori erano attivisti di sinistra già durante il regime di al-Sadat. Suo padre, Ahmad Seyf, fu incarcerato e torturato nel 1983 dal regime di Mubarak; in carcere poté studiare legge, diventare avvocato e fondare nel 1999 il Hesham Mubarak Law Centre. Nel corso della carriera di avvocato seguì diversi casi di interesse nazionale come ad esempio gli omosessuali della Queen Boat nel 2001, e gli scioperi di El-Mahalla nel 2008. Sua madre, la prof. Layla Suʿeyd, è docente di matematica presso l'università del Cairo ed ha preso parte all'organizzazione di molte manifestazioni di piazza contro Mubarak.

## Attivismo politico

### Primo arresto
Domenica 7 maggio 2006 el-Fattah è stato arrestato durante una protesta pacifica a favore di una magistratura egiziana indipendente. In solidarietà ad el-Fattah in seguito a questo arresto, avvenuto insieme a quello di numerosi altri blogger e attivisti per la democrazia, si è espresso Human Rights Watch. Tra le principali iniziative volte a chiedere la sua liberazione è da segnalare la creazione del blog Free Alaa, espressamente dedicato alla causa di el-Fattah. È stato liberato il 20 giugno 2006 dopo aver trascorso 45 giorni in prigione.

### Periodo sudafricano e primavera araba

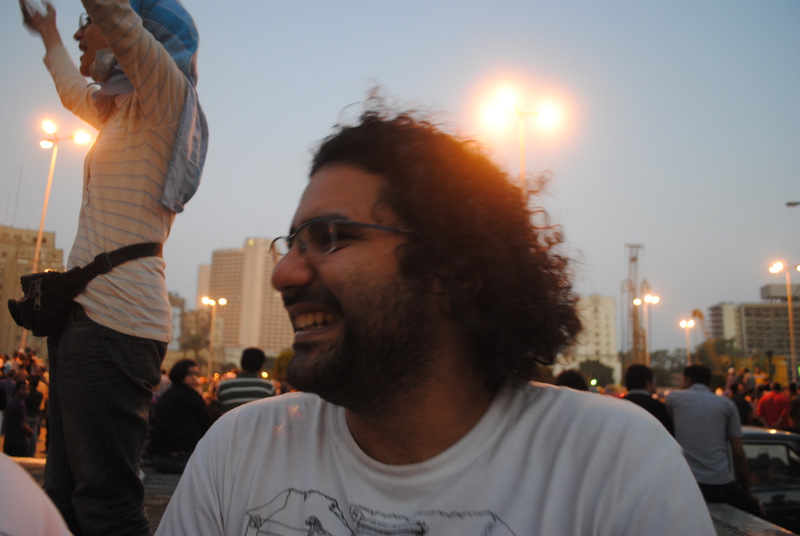
El-Fattah in Piazza Tahrir.

A seguito della detenzione, el-Fattah emigrò con la moglie in Sudafrica, dove lavorarono entrambi come programmatori. Quando scoppiò la primavera araba, tornarono in Egitto per partecipare alle manifestazioni, di cui el-Fattah divenne uno dei volti più noti.
La conoscenza della storia sudafricana, e in particolare la redazione della Carta della Libertà da parte dei movimenti anti-apartheid nel 1955, ispirò la campagna Let's write our Constitution ("Scriviamo la nostra Costituzione") promossa tra gli altri da el-Fattah nel giugno 2011.

### Massacro del Maspero e secondo arresto
Il 9 ottobre 2011 prese parte ad una manifestazione al Cairo organizzata dalla comunità copta per protestare contro la demolizione di due chiese e di alcune decine di abitazioni nella provincia di Aswan.
Gli eventi di quella manifestazione divennero tragicamente noti con il nome di massacro di Maspero, in quanto 24 manifestanti rimasero uccisi schiacciati dai mezzi blindati dell'esercito e sotto i colpi di armi da fuoco, e più di trecento rimasero feriti.
El-Fattah, secondo la sua stessa testimonianza, giunse sul luogo quando gli scontri erano già iniziati e prestò soccorso ai feriti, trasportandoli all'ospedale copto; successivamente, all'obitorio, si spese affinché venissero svolte le autopsie sui deceduti.
Nei giorni successivi al massacro, el-Fattah fu fra quelli che denunciarono che l'esercito era responsabile delle violenze.
Al contrario, il procuratore del tribunale militare ha disposto l'arresto di el-Fattah con le accuse di aver incitato alla violenza contro l'esercito, aver rubato una pistola ad un militare, aver danneggiato oggetti di proprietà delle Forze armate ed aver attaccato il personale militare.
Fu quindi arrestato il 30 ottobre 2011 e sottoposto alle udienze dinanzi al tribunale militare. Egli dichiarò di non riconoscere la legittimità del procedimento militare e chiese di essere giudicato da un tribunale civile. 
Dopo qualche settimana di pressioni da parte dei movimenti egiziani contrari ai processi militari per i civili, il suo caso venne trasferito ad un tribunale civile (High State Security Prosecutor).
Venne rilasciato il 25 dicembre 2011. Il Parlamento europeo accolse con favore la scarcerazione ma ribadì che né lui né altri blogger, giornalisti o attivisti per i diritti umani avrebbero mai dovuto subire processi penali militari.

### Nomination al Premio Sakharov
Nel 2014 il Gruppo della Sinistra al Parlamento europeo ha promosso la sua candidatura per il Premio Sakharov. La candidatura è stata subito contestata da alcuni commentatori, che hanno accusato El Fattah di esprimere una violenta retorica contro Israele, sulla base di alcuni tweet dell'attivista; questo ha portato al ritiro della candidatura da parte degli stessi europarlamentari che l'avevano proposta.

### Durante il regime di al-Sisi
Nel giugno 2014 venne condannato a quindici anni di carcere per aver partecipato ad una manifestazione non autorizzata, nel novembre 2013, all'esterno del parlamento egiziano. Il processo venne poi ripetuto perché era stato celebrato in assenza dell'imputato, e la nuova sentenza, giunta il 23 febbraio 2015, fu ridotta a cinque anni di reclusione. Fu rilasciato il 29 marzo 2019, ma con la misura cautelare di trascorrere le notti, dalle sei di sera alle sei di mattina, in una stazione di polizia per i successivi cinque anni.
Nel settembre 2019 ci sono state alcune pacifiche manifestazioni di protesta in alcune città egiziane, a seguito delle dichiarazioni di un imprenditore egiziano in esilio in Europa, che avrebbe rivelato alcuni casi di corruzione da parte del regime egiziano. Ne è seguita una stretta repressiva con 4 300 arresti, in parte per le strade e in parte con arresti mirati. In particolare Abd el-Fattah è stato arrestato il 29 settembre, e secondo la sua famiglia è stato bendato, spogliato, picchiato e derubato, e in seguito minacciato affinché non rivelasse gli abusi, che però lui ha denunciato al magistrato. Il Parlamento europeo, con la risoluzione del 24 ottobre 2019, ha richiesto il rilascio immediato e incondizionato Abd el-Fattah e di altri attivisti come Ezzat Ghoniem e Ibrahim Metwaly, che sarebbero «detenuti solamente per aver difeso legittimamente e pacificamente i diritti umani».
Il 19 novembre 2020 la Corte Penale del Cairo ha iscritto el-Fattah nell'elenco nazionale dei terroristi. La decisione è stata confermata dalla Corte di Cassazione il 18 novembre 2021.
Nell'aprile 2022 ha ottenuto la cittadinanza britannica, assieme alle sue sorelle, grazie al fatto che la madre nacque a Londra. Il 2 aprile 2022 ha iniziato uno sciopero della fame parziale. Dopo oltre 200 giorni, il 1º novembre ha comunicato che sarebbe passato allo sciopero della fame totale e che dal 6 novembre, giorno di apertura della COP27 a Sharm el-Sheikh, avrebbe iniziato lo sciopero della sete. Il 23 novembre 67 parlamentari ed europarlamentari francesi hanno firmato un appello in cui chiedono che il governo francese e gli altri governi europei intervengano per il suo rilascio. Il 24 novembre 2022 una nuova risoluzione del Parlamento europeo deplorava la repressione contro i dissidenti pacifici in Egitto, denunciava la carcerazione di decine di migliaia di prigionieri di coscienza, chiedeva il rilascio immediato di alcuni attivisti tra cui el-Fattah, Ezzat Ghoniem e Ibrahim Metwaly e invitava a revocare il divieto di viaggio a Patrick Zaki.
Il 29 settembre 2024 avrebbe terminato di scontare la pena detentiva di cinque anni di carcere alla quale era stato condannato, ma comunque non è stato rilasciato; ciò ha spinto la madre ad intraprendere uno sciopero della fame per più di 5 mesi.
Nell'ottobre 2024 è stato insignito del Premio scrittore internazionale del coraggio dalla scrittrice Arundhati Roy, la quale avendo ricevuto il Premio PEN Pinter ha deciso, come previsto dal format della manifestazione, di condividere il premio con El Fattah, con «la stessa motivazione per la quale egli è ancora in carcere: perché la sua voce è bella quanto pericolosa, e la sua comprensione di ciò che stiamo affrontando oggigiorno è acuta». Al posto di el Fattah il premio è stato ritirato, presso la British Library di Londra, dalla giornalista Lina Attalah, che ha tenuto un discorso in cui ha ricordato in particolare il contributo di el Fattah per la nascita nel 2013 del sito web che ha ospitato poi il quotidiano Mada Masr.
Nel marzo 2025, Alaa Abd El-Fattah iniziò una seconda fase del suo sciopero della fame, dopo aver appreso che sua madre era stata ricoverata in ospedale a Londra. Ancora in marzo, il Comitato per la protezione dei giornalisti ha pubblicato una lettera, indirizzata al presidente della Repubblica egiziana per richiedere la liberazione di Alaa, firmata da 50 personalità fra cui premi nobel (Orhan Pamuk, Narges Mohammadi), rappresentanti di organizzazioni per i diritti umani (PEN Canada, English PEN, Human Rights Watch, Egyptian Initiative for Personal Rights), scrittori (Arundhati Roy, Elif Şafak, Azar Nafisi, Siri Hustvedt), artisti.

## Vita privata e professionale
Mentre era detenuto nel dicembre 2011, è nato suo figlio Khāled, al quale ha voluto dare lo stesso nome di Khāled Muhammad Saʿīd, un ragazzo ucciso dalla polizia che è diventato un simbolo delle proteste del 2011 che poi hanno scatenato la rivoluzione.
Si è dedicato attivamente allo sviluppo di versioni in lingua araba di importanti applicazioni e piattaforme software.

## Opere
- Alaa Abd el-Fattah, Non siete stati ancora sconfitti, traduzione di Monica Ruocco, Torino, Hopefulmonster, 2021, ISBN 978-8877572882.